# Lavinia (mythologie)
Lavinia is een (hoofd)personage uit Vergilius' Aeneis. In de Romeinse mythologie was zij de dochter van koning Latinus, die over Latium regeerde, en van zijn echtgenote Amata. Zij werd de tweede vrouw van Aeneas.
Kort vóór de aankomst van Aeneas in Latium deed zich een wonderteken voor in het koninklijk paleis. Tijdens een offerplechtigheid begon ineens het hoofdhaar van Lavinia te branden, waarna zij spoedig door een kring van vlammen werd omringd. Dit werd geïnterpreteerd als een voorteken dat haar een roemvol leven was gegund, maar dat haar volk een zware oorlog wachtte.
Even later verschafte Latinus de Trojaanse vluchtelingen, geleid door Aeneas, onderdak in Latium. Hij had de hand van zijn dochter beloofd aan Turnus, stamhoofd van de Rutuli, maar gaf de voorkeur aan Aeneas. Volgens de voortekenen moest zijn aanstaande schoonzoon immers uit het buitenland komen. En Aeneas kwam van over zee ...
De godin Juno spoorde toen Turnus aan een oorlog met de Latijnen te beginnen, maar de strijd liep desastreus af voor de Rutuli, die werden verslagen en hun leider gedood. Aeneas trouwde uiteindelijk met Lavinia. Toen Aeneas in de strijd met de Rutuli drie jaar later sneuvelde werd Lavinia regentes voor haar minderjarige (stief)zoon Ascanius. Haar bestuur wordt als krachtig beschreven door Titus Livius. Het is niet duidelijk of Ascanius zoon was van Aeneas en Lavinia. Mogelijk was hij de zoon uit het eerdere huwelijk met Creusa. Ascanius stichtte Alba Longa, en daarmee de funderingen van het latere Romeinse Rijk. Zijn opvolger Silvius zou mogelijk een zoon zijn van Aeneas en Lavinia. 